# Rhinolophus rex
Rhinolophus rex är en fladdermusart som beskrevs av Glover Morrill Allen 1923. Den ingår i släktet Rhinolophus och familjen hästskonäsor. Inga underarter finns listade i Catalogue of Life. Artepitet i det vetenskapliga namnet är det latinska ordet för kung. G. M. Allen anger i sin beskrivning inte varför han valde namnet. Han skriver däremot att delar av hudflikara på näsan och de trattformiga öronen är påfallande stora. Allen bedömde Rhinolophus rex som en framstående fladdermus i jämförelse med andra arter som han beskrev samtidig.

## Beskrivning
Som alla hästskonäsor har arten flera hudflikar kring näsan. Hos denna art är den hästskoformade mittdelen påtagligt bred. Flikarna brukas för att rikta de överljudstoner som används för ekolokalisation. Till skillnad från andra fladdermöss som använder sig av överljudsnavigering produceras nämligen tonerna hos hästskonäsorna genom näsan, och inte som annars via munnen. Pälsen är mycket lång, på ryggen kan hårlängden uppgå till 16 mm. Färgen är brun på ovansidan, blek på buken. Arten är liten; kroppslängden är omkring 5 cm, ej inräknat den 2 till 3 cm långa svansen. Det finns 53 till 63 mm långa underarmar och 26 till 30 mm stora öron. Bladet på nästan har en grundform som liknar en hästsko som är 9 till 12,5mm bred. Övre läppen är delvis gömd och i nedre läppen finns tre hudveck. Den centrala delen av bladet liknar en tunga och uppsatsen på toppen är nästan trekantig. Den är ofta täckt av hår. Den diploida kromosomuppsättningen består av 62 kromosomer (2n=62).

## Utbredning
Arten är endemisk till sydöstra Kina, där den förekommer med två populationer, en i Sichuan och Guizhou, samt en i Guangdong. Rhinolophus rex når även fram till östra Myanmar, norra Thailand, centrala Laos och centrala Vietnam. Den lever i kulliga regioner och bergstrakter mellan 350 och 1350 meter över havet. Habitatet kan vara fuktiga skogar eller mer torra skogar med Pinus merkusii och växter av släktet Shorea.

## Ekologi
Arten förmodas främst leva i urskogar. Individerna söker sin daglega i grottor, byggnader, lövverk och ihåliga träd. Denna fladdermus går under vintern i ide och den kan under sommaren inta ett stelt tillstånd (torpor). Jakten efter insekter sker främst vid träd och buskar. Artens läten för ekolokaliseringen är 60 till 68 millisekunder långa. Den högsta intensiteten uppnås mellan 25 och 29,5kHz med variationer beroende på population. Honor som var dräktiga med ett embryo hittades i april. Andra honor hade i maj och juni aktiva spenar.

## Bevarandestatus
IUCN kategoriserar arten globalt som starkt hotad. Populationerna minskar, främst beroende på habitatförlust till följd av skogsavverkning. Alla viloplatser fördelar sig över en 20 000 km² stor yta. Ungefär 95 procent tillhör en enda koloni.